# Kfar Netter
Kfar Netter (hebrejsky כְּפַר נֶטֶר, doslova „Netterova vesnice“, v oficiálním přepisu do angličtiny Kefar Netter) je vesnice typu mošav v Izraeli, v Centrálním distriktu, v Oblastní radě Chof ha-Šaron.

## Geografie
Leží v nadmořské výšce 27 metrů v hustě osídlené a zemědělsky intenzivně využívané pobřežní nížině, respektive Šaronské planině.
Obec se nachází 4 kilometry od břehu Středozemního moře, cca 23 kilometrů severoseverovýchodně od centra Tel Avivu, cca 60 kilometrů jihojihozápadně od centra Haify a 1 kilometrů jihovýchodně od okraje města Netanja, se kterým je stavebně téměř propojen. 1 kilometr na východ leží menší město Even Jehuda. Kfar Netter obývají Židé, přičemž osídlení v tomto regionu je etnicky převážně židovské.
Kfar Netter je na dopravní síť napojen pomocí lokální silnice číslo 5611 a dalších místních komunikací v aglomeraci Netanja a Even Jehuda. Západně od osady vede pobřežní dálnice číslo 2 a paralelně s ní rovněž i železniční trať Tel Aviv-Haifa, která má stanici v nedalekém Bejt Jehošu'a.

## Dějiny
Kfar Netter byl založen v roce 1939. Zakladateli vesnice byli absolventi zemědělské školy v Mikve Jisra'el. Pojmenována je podle Charlese Nettera, jednoho ze zakladatelů moderního židovského zemědělského vzdělávání v Palestině. Šlo zpočátku o opevněnou osadu typu Hradba a věž.
Před rokem 1949 měl Kfar Netter rozlohu katastrálního území 1440 dunamů (1,44 kilometru čtverečního).
Místní ekonomika je založena na zemědělství (pěstování citrusů, avokáda). Původní agrární část vesnice sestává ze 70 rodinných farem. V roce 2001 došlo ke stavebnímu rozšíření mošavu, kdy zde vyrostlo 82 rodinných domů, bez vazby na zemědělský způsob obživy. V obci je k dispozici společenské středisko, obchod, synagoga, mateřské školy, zdravotní středisko a sportovní areály.

## Demografie
Podle údajů z roku 2014 tvořili naprostou většinu obyvatel v Kfar Netter Židé (včetně statistické kategorie "ostatní", která zahrnuje nearabské obyvatele židovského původu ale bez formální příslušnosti k židovskému náboženství).
Jde o menší sídlo vesnického typu s dlouhodobě rostoucí populací. K 31. prosinci 2014 zde žilo 1149 lidí. Během roku 2014 populace stoupla o 3,1 %.
| Rok            | 1948 | 1961 | 1972 | 1983 | 1995 | 2001 | 2003 | 2004 | 2005 | 2006 | 2007 | 2008 | 2009 | 2010 | 2011 | 2012 | 2013 | 2014 |
| -------------- | ---- | ---- | ---- | ---- | ---- | ---- | ---- | ---- | ---- | ---- | ---- | ---- | ---- | ---- | ---- | ---- | ---- | ---- |
| Počet obyvatel | 206  | 288  | 260  | 383  | 443  | 483  | 549  | 619  | 682  | 765  | 818  | 886  | 1053 | 1015 | 1040 | 1098 | 1114 | 1149 |